# Jean-Pierre Bekolo
 (février 2025).
Jean-Pierre Bekolo, né le 8 juin 1966 à Yaoundé, est un auteur-réalisateur, producteur et monteur camerounais.

## Biographie
Jean-Pierre Bekolo est auteur-réalisateur, producteur et monteur. Il enseigne aussi le cinéma aux États-Unis. Il a été professeur à l'Université de Caroline du Nord à Chapel Hill, à la Virginia Polytechnic Institute et à Duke University. Il est révélé à 25 ans au Festival de Cannes de 1992, pour son premier long métrage Quartier Mozart dans lequel il fait tourner le chanteur camerounais Donny Elwood.
Jean-Pierre Bekolo a étudié la physique à l’Université de Yaoundé au Cameroun, puis il a travaillé comme monteur à la naissante Cameroon Television. Il a ensuite suivi une formation a l’Institut national de l'audiovisuel à Bry-sur-Marne en France et a étudié la sémiologie  du cinéma avec Christian Metz.  Il a notamment développé une méthode d'enseignement dénommée Auteur Learning qu'il expérimente dans les universités américaines.
Quartier Mozart, dans lequel le réalisateur montre avec humour la complexité des rapports humains dans la ville de Yaoundé, a obtenu des prix à Locarno, Montréal, Ouagadougou et une nomination aux British Academy Film Awards aux côtés de Reservoir Dogs de Tarantino. Pour les 100 ans du cinéma, le British Film Institute le sollicite  au même titre que Martin Scorsese, Stephen Frears, ou Jean-Luc Godard; il réalise alors Le Complot d’Aristote (1995), un film appartenant à une série commandée par le British Film Institute à laquelle ont participé Martin Scorsese, Bernardo Bertolucci , Stephen Frears, Bernardo Bertolucci et Jean-Luc Godard, et dans lequel il parodie les films d’action et le cinéma africain. Jean-Pierre Bekolo continue avec le documentaire La Grammaire de grand-mère (1996), consacré au visionnaire cinéaste sénégalais Djibril Diop Mambety.
En 2005, le cinéaste réalise Les Saignantes (2005), un des trois films africains de science-fiction sélectionnés en 2017 par le Museum of Modern Art (MOMA) à New-York parmi les 70 classiques de science-fiction,,. Les deux autres films sont Afronauts de la réalisatrice ghanéenne Frances Bodomo et Kempinski de l'artiste franco-algérien Neil Beloufa,,. Les Saignantes obtient l’Étalon d'argent et le Prix de la Meilleure actrice au FESPACO en 2009. Ce film passe en revue corruption, féminisme, et déclin social, entre action, horreur et humour.
En 2007 au Musée du Quai Branly à Paris, il crée l‘installation vidéo Une Africaine dans l’espace, pour l’exposition sur la diaspora africaine dans le monde. La même année paraît son premier livre Africa for the future - Sortir un nouveau monde du cinéma (éditions Dagan), une remise en cause des rapports de l’Afrique et de l’Europe, du libéralisme, de l’idéologie et de l’arbitraire.
Le Président (2013) relate l'histoire d'un président africain vieillissant qui quitte son palais et découvre les conséquences désastreuses d'un trop long règne sur son pays,,,.
Le travail Jean-Pierre Bekolo  passe aussi par un documentaire tel que Les Choses et Les Mots de Mudimbe (2015), un film de 4 heures présenté à la Berlinale en 2015 consacré à ce philosophe congolais, linguiste, écrivain et homme d’esprit universel.
En 2015, Jean-Pierre Bekolo est lauréat du Prix Prince Claus (Pays-Bas),,.
Le cinéaste réalise en 2016 Naked reality, film expérimental afro-futuriste, puis en 2017 le documentaire Afrique, la pensée en mouvement part 1 et 2, sur les Ateliers de la Pensée de Dakar, et enfin Miraculous Weapons.
Une rétrospective consacrée à Jean-Pierre Bekolo se déroule au musée du Quai Branly les 13 et 14 octobre 2018.
Il est l'inventeur du concept de l'Intellectuel Thérapeutique[source secondaire nécessaire].

## Filmographie
- 1992 : Quartier Mozart
- 1996 : Le Complot d'Aristote
- 1996 : La grammaire de grand-mère, 8 min. Interview du réalisateur Djibril Diop Mambety, Sénégal. JBA Production - Kola Case Production. France, Cameroun, Zimbabwe
- 2005 : Les Saignantes
- 2007 : Imagine Afrika (TV series)
- 2013 : Le Président, 64 min.
- 2015 : Les Choses et les Mots de Mudimbe, 243 min (documentaire)
- 2016 : Naked Reality, 62 min.
- 2017 : Afrique, la Pensée en Mouvement Part I et II
- 2017 : Miraculous Weapons, 104 minutes

## Réception et critique
Lors de la présentation de Quartier Mozart au Festival de Cannes. le jury présidé par le producteur français Daniel Toscan du Plantier déclare: « ce n'est pas du cinéma africain, mais une manière de faire du cinéma en Afrique ».
Le critique de cinéma Aboubacar Sanogo USC qualifie Les Saignantes, le film de Jean-Pierre Bekolo sorti en 2005, de film d'avant-garde tout simplement.